# Teresa Gancedo
Teresa Gancedo (Tejedo del Sil, Lleó, Espanya, 1937) és una pintora d'origen lleonès que resideix a Barcelona. És una de les poques artistes espanyoles que ha exposat en el museu Guggenheim de Nova York, en la col·lecció del qual també figura obra seva.

## Trajectòria
La seva infància va transcórrer a Tejedo del Sil, un petit poble Lleó entre muntanyes. Sent nena, la seva família es va traslladar a Madrid, on ella va estudiar el batxillerat. El 1960 es va traslladar a viure definitivament a Barcelona, on va cursar Belles Arts a l'Escola Superior de Belles Arts de Sant Jordi entre el 1969 i el 1973. La seva primera exposició va tenir lloc el 1972 a la Sala Província de la Diputació Provincial de Lleó, convidada pel poeta Antonio Gamoneda que, en aquells anys, dirigia la sala. A partir d'aquest moment Teresa Gancedo va iniciar una intensa trajectòria artística que la va portar a exposar per Espanya i l'estranger.
El 1980, la historiadora de l'art i comissària Margit Rowell la va seleccionar per formar part de l'exposició col·lectiva New Images from Spain que es va exopsar al Museu Guggenheim de Nova York. També en formaven part els artistes Sergi Aguilar, Darío Villalba, Zush, Guillermo Pérez Villalta, Miquel Navarro, Muntadas/Serrán Pagán i Jordi Teixidor, i només una altra dona, Camen Calvo. Elles dues van ser les primeres dones espanyoles a exposar en aquest museu novaiorquès.
Des de 1982 va treballar com a professora titular de la Facultat de Belles Arts de Barcelona, fins a la seva jubilació.
El 2018, el Museo de Arte Contemporáneo de Castilla y León (MUSAC), amb seu a Lleó, li va dedicar una àmplia exposició retrospectiva comissariada pel director del museu, Manuel Olveira. A través de més d'un centenar d'obres (algunes elaborades expressament per al MUSAC), aquesta gran exposició va donar compte per primera vegada de la seva extensa trajectòria –des dels anys setanta del segle passat fins a l'actualitat–, oferint un recorregut cronològic per les diferents etapes del seu itinerari creatiu, però també per una producció ingent que no es limita a la pintura, sinó que abasta objectes, dibuixos, gravats, peces de ceràmica, instal·lacions i fins i tot intervencions en els elements funcionals i el mobiliari d'algunes cases particulars.

## Obra
Al llarg de la seva trajectòria, Teresa Gancedo ha treballat diferents tècniques i mitjans artístics, des de la pintura i el dibuix, passant pel collage, el gravat, la ceràmica o la instal·lació. En elles hi conjuga tot un univers protagonitzat per objectes i aspectes quotidians que oscil·len entre el món personal i l'àmbit general.
A més del MUSAC, conserven obres de Teresa Gancedo diverses col·leccions públiques i privades de Madrid, Santa Cruz de Tenerife, Sevilla, Valladolid, Amsterdam, Brussel·les, Los Ángeles i Nova York, entre d'altres. Als Països Catalans se'n poden trobar al MACBA, al Museu d'Art Contemporani d'Eivissa, al Museu d’Art Contemporani dels Països Catalans de Banyoles, a la Fundació Suñol de Barcelona o a la Diputació d'Alacant.